# جون إي. كونلي
جون إي. كونلي (بالإنجليزية: John E. Connelly)‏ هو شخصية أعمال أمريكي، ولد في 1 أغسطس 1926 في بيتسبرغ في الولايات المتحدة، وتوفي في 16 مايو 2009 في Indiana Township, Allegheny County, Pennsylvania ‏ في الولايات المتحدة.